# El Serradell (Sales de Llierca)
El Serradell és una masia situada al municipi de Sales de Llierca, a la comarca catalana de la Garrotxa.